# Wietse van Alten
Pour les articles homonymes, voir Alten (homonymie).
Wietse Cornelis van Alten, né le 24 septembre 1978 à Zaandam, est un archer néerlandais.

## Palmarès
- Jeux olympiques d'été de Sydney en 2000
  -  Médaille de bronze en individuel.